# Oil of Every Pearl’s Un-Insides Non-Stop Remix Album
Oil of Every Pearl’s Un-Insides Non-Stop Remix Album – remix album Sophie, wydany 29 lipca 2019 przez wytwórnie MSMSMSM, Future Classic i Transgressive Records. Został zapowiedziany na uroczystości rozdań Grammy w 2019 roku. Zawiera zremiksowane i alternatywne wersje utworów wydanych wcześniej na albumie studyjnym Oil of Every Pearl's Un-Insides oraz kilka nowych piosenek. Jest to ostatni album wydany za życia Sophie.

## Lista utworów
CD1
1. „Cold World” – 4:25
2. „Not Okay” (Alone Remix) – 1:24
3. „XTC Acid” – 3:12
4. „Ponyboy (Megadog)” – 4:57
5. „Push Emission (Whore Moans)” – 5:27
6. „Ponyboy” (Faast Boy Remix) – 5:44
7. „Faceshopping” (Lipstick Gel Remix) – 2:45
8. „Not Okay (Machine World)” – 1:45
9. „Whole New World” (Sophie and Doss Remix) – 3:30
10. „Infatuation” (Lichtbogen Dreamin’ Remix) – 5:08
11. „Faceshopping” (Euphoric Reduce Me to Nothingness Remix) – 5:11
12. „Pretending I Give In (Let Go)” – 4:07

CD2
1. „Pretending (Glasshouse)” – 6:07
2. „Whole New World” (Big Kiss Remix) – 3:09
3. „Pony Whip” – 4:11
4. „Faceshopping” (Money Mix) – 3:54
5. „Pretend World (Shop Front)” – 3:08
6. „Laser” – 3:41
7. „Cold Water” – 3:41
8. „Dive (SDF)” – 1:49
9. „Infatuation (Sunlight Zone)” – 1:08
10. „Infatuation (Twilight Zone)” – 1:29
11. „Infatuation (Midnight Zone)” – 5:55
12. „Infatuation (The Abyss)”– 0:59
13. „Infatuation (The Trenches)” – 8:01